# SPA 25C
Lo SPA 25C, in seguito Fiat-SPA 25C, fu un autocarro leggero prodotto dalla Società Piemontese Automobili dal 1925 per il mercato civile e per le forze armate italiane.

## Storia
Il mezzo fu progettato nel 1925 e realizzato in due versioni SPA 25C/10 e SPA 25C/12, che differivano per la cilindrata e potenza del motore. Il mezzo ebbe un ottimo successo commerciale sul mercato civile, sia come autocarro che come autotelaio per i vari allestimenti autobus, autocisterna ed autopompa per vari corpi cittadini di pompieri.
Il mezzo fu acquisito in entrambe le versioni dal Regio Esercito in sostituzione del Fiat 15ter, sia nella versione base autocarro, che in diversi allestimenti speciali. Anche la Regia Aeronautica utilizzò lo SPA 25C in allestimento veicolo recupero ed in quello autobus per il servizio all'Aeroporto Roma Urbe e quello di Guidonia. Mentre gli autocarri vennero sostituiti a metà degli anni trenta dai Fiat-SPA 36R e 38R, gli allestimenti speciali rimasero in servizio fino alla seconda guerra mondiale. In Libia italiana, allo scoppio della guerra, erano ancora in servizio 8 C/12 in versione autoprotetto, dotati di blindatura a cielo aperto e mitragliatrice scudata.

## Tecnica

Un SPA 25C Autobus in versione aperta, con un reparto di sciatori del Reali Carabinieri.

L'autotelaio a longheroni in lamiera stampata, con sospensioni a balestra è su due assi con interasse di 3,25 metri. Il telaio è lungo 4,465 m e la carreggiata è di 1,51 m. Le ruote sono a disco d'acciaio, con gommatura pneumatica. Le prime due ruote sono singole e direttrici, mentre sul secondo asse sono gemellate e motrici. Il motore, in entrambe le versioni, è un quadricilindrico a benzina, raffreddato ad acqua, con alimentazione a caduta forzata in pressione, carburatore Zenith 36A ed accensione a magnete Magneti Marelli SA4. La trasmissione è a giunti cardanici sull'asse posteriore, con cambio a 4 marce ed una retromarcia, con frizione a dischi multipli. L'avviamento è manuale, essendo il motorino elettrico disponibile solo su alcune versioni.

## Versioni
| Modello | Tipo                                      | Tipo motore | Cilindrata cc | Potenza cv | P.T.T. in t. |
| ------- | ----------------------------------------- | ----------- | ------------- | ---------- | ------------ |
| 25C/10  | Autocarro, Ambulanza, Autotelaio          | SPA C10     | 2 700         | 39         | 4,8          |
| 25C/12  | Autocarro, Autopompa, Autobus, Autotelaio | SPA R4      | 4 398         | 50         | 5            |

## Allestimenti militari
Il mezzo, nelle due versioni C/10 e C/12 fu prodotto in numerosi allestimenti per il Regio Esercito:
- Autocarro: versione base con cassone in legno 2 900×1 680×700 mm, da 2 500 kg di portata, usata per il trasporto personale e trasporto materiali.
- Autoambulanza: con 6 barelle e 1 800 kg di portata.
- Autobus: vari modelli, aperti e chiusi (anche per la Regia Aeronautica).
- Autofrigorifero.
- Autofficina.
- Autotrasporto quadrupedi: in servizio nei reparti di cavalleria[5].
- Veicolo soccorso: per gli aeromobili incidentati della Regia Aeronautica.

## SPA 25C/Polonia

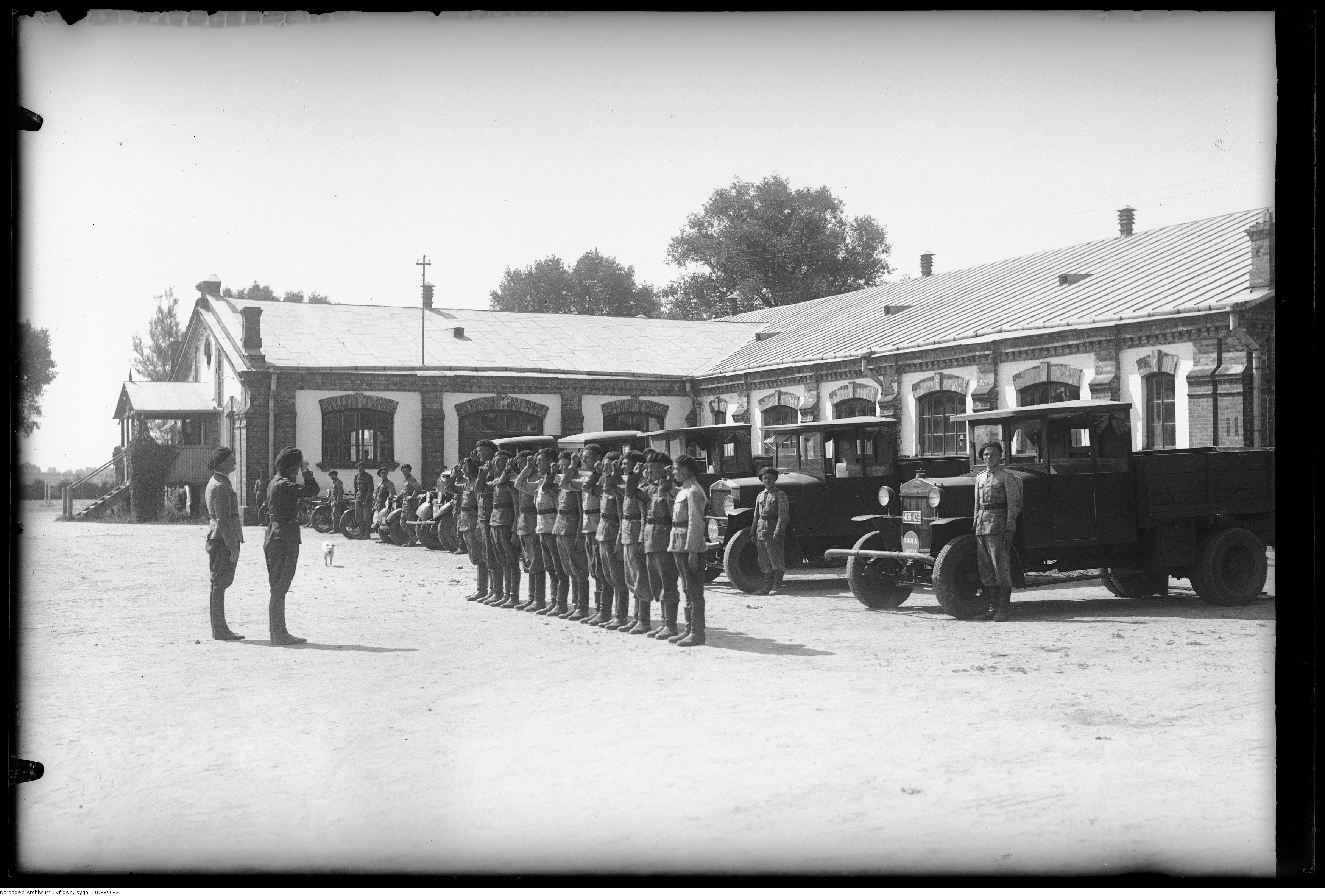
Un Ursus A dell'Esercito polacco.

Nel maggio 1924 il Ministero della Difesa polacco firmò un contratto con l'azienda meccanica Ursus per la fornitura di 200 autocarri da tre tonnellate Berlietów CBA e per 100 autocarri SPA da 1,5 tonnellate. Il primo lotto doveva essere importato direttamente, il secondo doveva essere assemblato con parti importate mentre il terzo lotto sarebbe stato prodotto su licenza negli impianti di Czechowice vicino a Varsavia. In realtà poi vennero acquisiti solo 375 unità del modello SPA 25C/Polonia.
I 52 mezzi del lotto prodotto in loco dalla Ursus, consegnati l'11 luglio 1928, differivano dal SPA 25C/Polonia prodotto a Torino per una serie di adattamenti alle condizioni polacche, tanto che ne derivò un nuovo autocarro denominato Ursus A, prodotto in diverse versioni fino al 1931 in 1 200 esemplari.